# Maxomys inas
Maxomys inas é uma espécie de roedor da família Muridae, podendo ser encontrada apenas na Malásia.